# می‌خواهم دستت را بگیرم (فیلم)
می‌خواهم دستت را بگیرم (به انگلیسی: I Wanna Hold Your Hand) یک فیلم کمدی به کارگردانی رابرت زمکیس است که در سال ۱۹۷۸ منتشر شد.

## بازیگران
- نانسی آلن
- مارک مک‌کلور
- تریسا سالدانا
- وندی جو اسپربر
- ادی دیزن
- دیک میلر